# Librería Julio Torri
La Librería Julio Torri, ubicada dentro del Centro Cultural Universitario al sur de la Ciudad de México, es un recinto cultural destinado a la función educativa, cultural y social de fomentar la lectura, no solo entre la comunidad universitaria sino también entre la comunidad en general que lo desee.

## Historia
En 1984, el Centro Cultural Universitario de la Universidad Nacional Autónoma de México (UNAM), agregó a su conjunto arquitectónico de recintos culturales el vestíbulo central conformado por un edificio de dos pisos: en la planta baja la Cafetería Azul y Oro y en la planta alta la librería Julio Torri.
La librería se reinauguró el 4 de diciembre de 2001, con un costo de inversión aproximado de 750 mil pesos, cuenta con un espacio de 200 metros cuadrados y una capacidad de acervo de 4 mil títulos de diversas casas editoriales nacionales y extranjeras. La infraestructura original cambio, removió a la planta baja la librería Julio Torri y a la planta alta la Cafetería Azul y Oro.

## Galería de imágenes

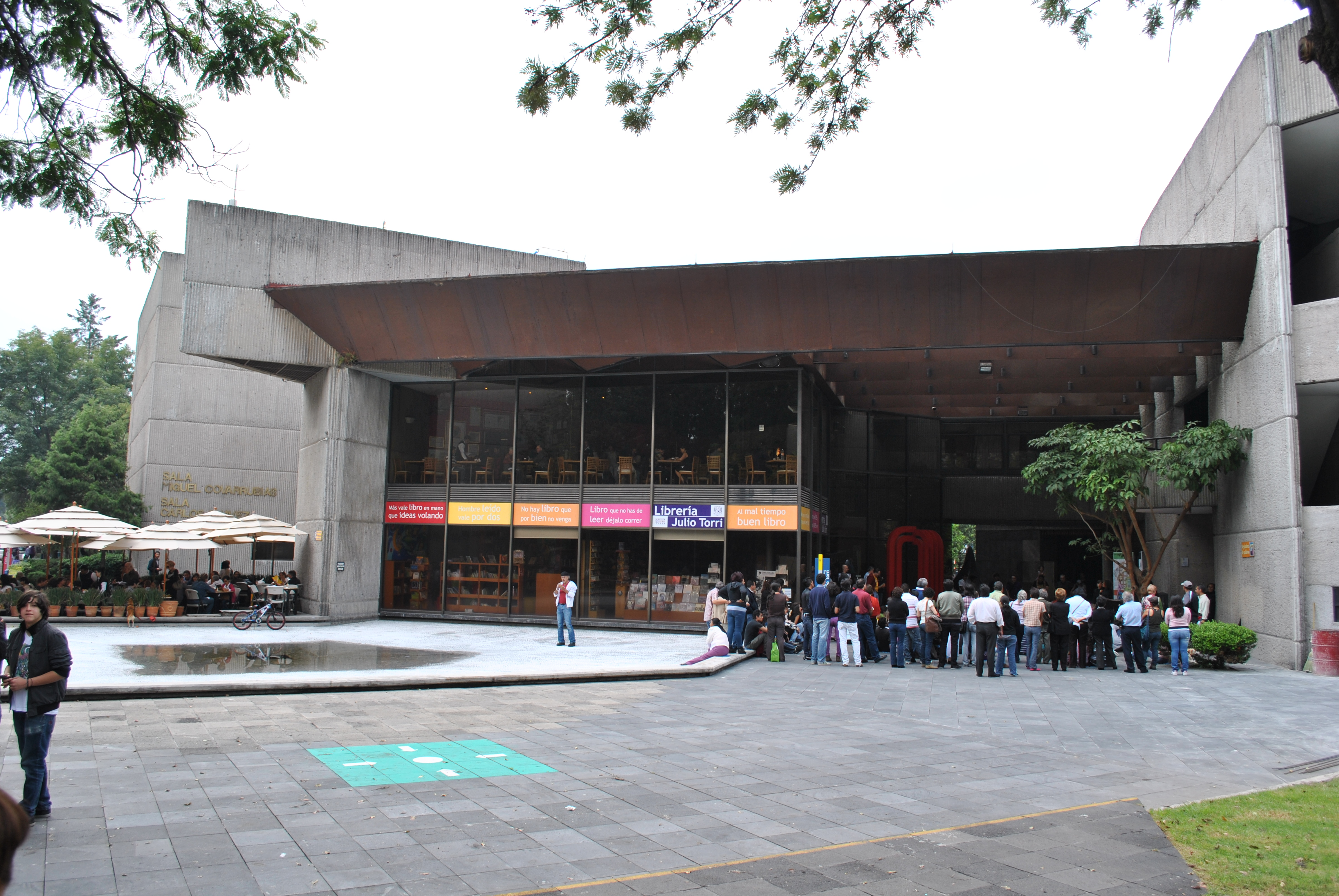
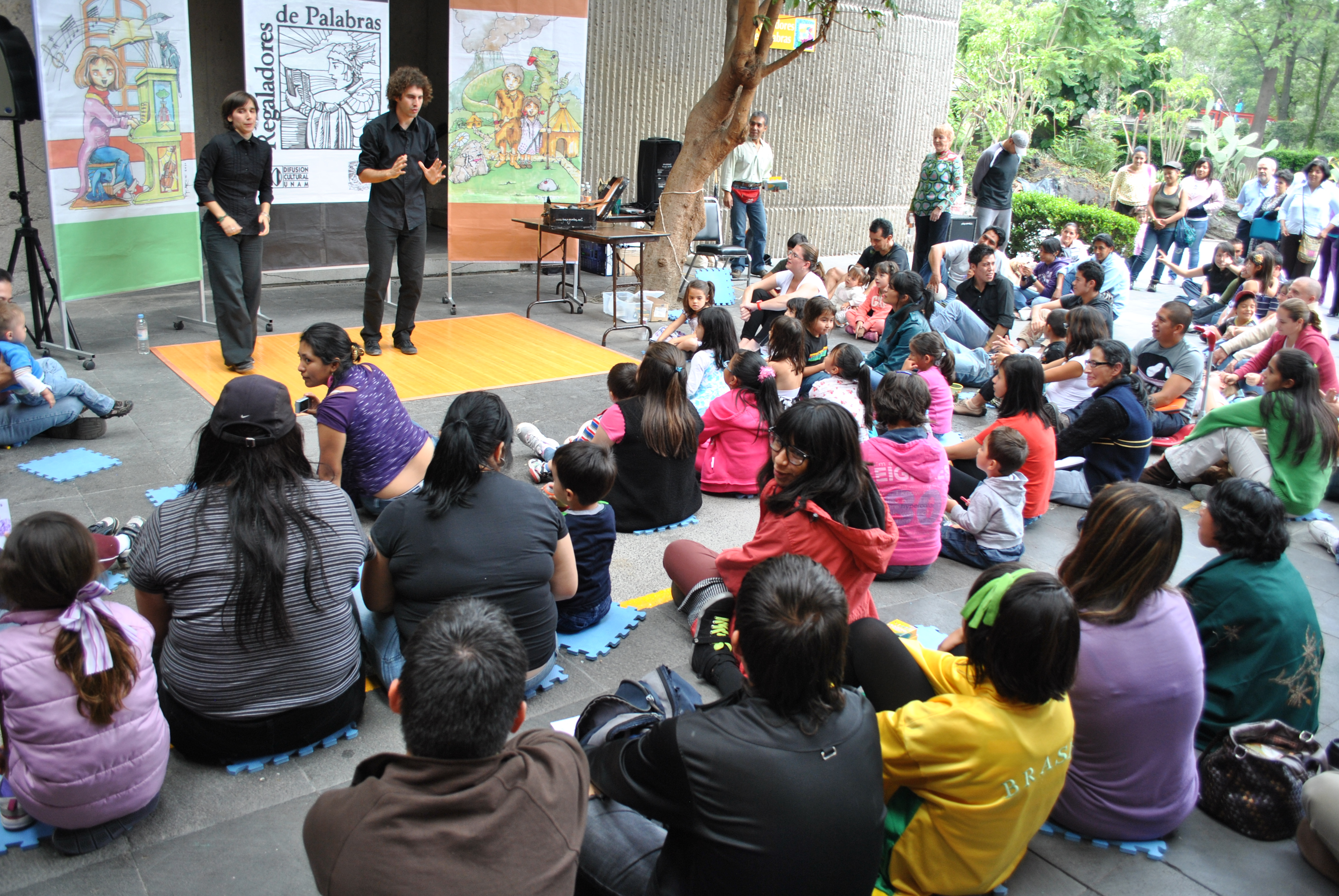